# MÁV 322 sorozat
A MÁV IIIs. osztályú, illetve 1911-től 322 sorozatú gőzmozdonyai nehéz személy-, illetve később tehervonati mozdonyok voltak.

## Kifejlesztése
A Magyar Királyi Államvasutak az In. osztályú mozdonyok üzembe helyezésével megfelelő síkvidéki gyorsvonati mozdonytípushoz jutott. A két, nagy kerékátmérőjű kapcsolt kerékpárral készült mozdonyok azonban alkalmatlannak bizonyultak a gyakran megálló személyvonatok továbbítására. Ugyancsak nem feleltek meg a több emelkedővel tarkított Budapest–Győr–Bruck-Királyhida–Bécs vasútvonal gyors- és személyvonatainak továbbítására sem. A feladat 450 tonnás személyvonatok 6,67–10,0‰-es emelkedőkön való továbbítása volt. Ehhez az In. osztályú mozdonyok hatalmas kazánjának teljesítménye elegendő volt, de az adhéziós vonóerőt növelni kellett. Mivel az In. osztályú mozdonyok tengelyterhelése még a két bécsi vonal teherbírását is teljesen kihasználta, ezért mindenképpen a kapcsolt kerékpárok számának növelése vált szükségessé. A terveket ezúttal is a Magyar Királyi Állami Vasgyárak mozdonyszerkesztő szakosztálya készítette.
Mivel az In. osztályú mozdonyok kazánját változatlan kivitelben akarták az új típusnál alkalmazni, a széles tűzszekrény miatt a hátsó futókerékpárt nem lehetett elhagyni. Ezért az elülső futóforgóváz hátsó tengelyét áldozták fel: így az új mozdonyt három kapcsolt kerékpárral és elöl-hátul egy-egy Adams–Webb-rendszerű beálló tengelyként kialakított futókerékpárral, azaz 1'C1' (amerikai elnevezéssel „Prairie”) tengelyelrendezéssel tervezték meg. További követelményként fogalmazták meg, hogy az új típus ne csak a 16, de a 14 t tengelyterhelésű pályákon is korlátozás nélkül közlekedtethető legyen. Ehhez a mozdonyok futóművét úgy kellett kialakítani, hogy a kapcsolt kerekek eső mozdonysúly egy részét a futókerekek lehessen átmérlegelni. Így a mozdony legnagyobb tengelyterhelése – a 3% tűrést figyelembe véve – a 14,4 tonnát nem haladta meg, ugyanakkor nagy teherbírású pályákon a futókerekek részbeni tehermentesítésével a kapcsolt kerékpárok terhelését 15,2…15,6 tonnára, a tapadási tömeget közel 47 tonnára növelhették.
A mozdony gépezetét is az In. osztályú mozdonyokról akarták átvenni. Mivel azonban az új tengelyelrendezéssel kényszerűen a második kapcsolt kerékpár vált a hajtott kerékpárrá, a belső hengereket az első kapcsolt tengely miatt csak ferdén, a vízszinteshez képest jelentős lejtéssel lehetett elhelyezni. Mivel pedig az In. osztályú mozdonyokkal azonos módon mind a négy henger ugyanazt a tengelyt hajtotta a von Borries-rendszer szerint, így a külső hengereket is ugyanebben a szögben építették be.
Az első öt mozdony a Magyar Királyi Állami Vasgyárak 84{\displaystyle {}^{1}} számú szerkezeteként 1908 június–júliusára készült el és azok a MÁV-nál a 3601–3605 pályaszámokat és a IIIs. osztályjelzést kapták. Az első mozdony egységára 137 400,– korona volt. 
A mozdonyok a Monarchiában ekkor kötelező módon hadijelet is kaptak, mely a típus esetén az alábbi volt: {\displaystyle {\tfrac {\mathrm {III\ 375} }{\mathrm {A} _{1}}}}

## Szerkezete
A IIIs. osztályú mozdonyok tehát belső keretes, 1'C1' tengelyelrendezésű, azaz három, a keretbe ágyazott kapcsolt kerékpárral, valamint előttük és mögöttük egy-egy, a pályaívekbe beállni képes futókerékpárral készült telített gőzű, négyhengeres kompaund gépezetű, szerkocsis gőzmozdonyok voltak.

### Kazán
A mozdonyok kazánja tehát az In. osztályú mozdonyok kazánjának szerkezetét követte. Az állókazán és a tűzszekrény mérete mm-es eltéréssel megegyeztek egymással, egyedül a tömegcsökkentés miatt a lemezek vastagsága csökkent 17-ről 16 mm-re. A hosszkazán átmérője és csőbeosztása szintén azonos volt. Itt is a kisebb lemezvastagságot alkalmazták, ezen kívül – szintén a tömeg csökkentése érdekében – a hosszúsága, így a tűzcsövek hossza is 100 mm-rel csökkent. A kazán hossztengelye módosított gépezet (a lejtéssel beépített hengercsoport) miatt 50 mm-rel magasabbra, a sínkoronaszint fölött 2900 mm-re került. A füstszekrény hossza is valamivel kisebb, 1740 mm lett. A kúpos alakú kémény itt is 705 mm hosszú, legkisebb átmérője a 430 mm volt. A füstszekrényajtóra az In. osztályéval megegyező kúpos toldatot szereltek. A kazán egyéb segédberendezései (armatúrái) szintén azonosak voltak az In. osztályú mozdonyokon alkalmazottakkal.

### Gépezet
A IIIs. osztályú mozdonyok tervezésénél a gépezetet is igyekeztek minél kevesebb változtatással az In. osztályú mozdonyokról átvenni. A hengerek átmérője és a dugattyúk lökethossza teljesen megegyezett amazéval. Mivel a hajtás a második kapcsolt kerékpárra került át, ezért a belső hajtórudak miatt nem lehetett a vízszintes hengerelrendezést megtartani. A hajtóerők kiegyenlítése miatt azonban nem csak a belső, de a külső hengerek is ferdén, azaz jelentős, 1:7,5-es lejtéssel kerültek elhelyezésre. Továbbra is a belső hengerek voltak a nagynyomásúak, a külsők a kisnyomásúak. A von Borries-rendszernek megfelelően valamennyi henger az első kapcsolt kerékpárt hajtotta. Az In. osztályú mozdonyokkal megegyezően az azonos oldalú hengerek forgattyúi egymással 180°-os szöget zártak be, továbbá jobb oldali forgattyúkat az azonos (kívül, illetve belül elhelyezett) bal oldaliakhoz képest 90°-kal előbbre ékelték a kerékpártengelyre. A csatlórudak kereken 2 m hosszúak lettek. A IIIs. osztályú mozdonyoknál mind a négy henger dugattyúrúdját átvezették a hengerfedélen. A keresztfejek a hazai gyártású mozdonyok között egyedüliként egyvezetékesek voltak. A hajtó- és csatlórudak I alakú keresztmetszettel készültek.
A gőzhengerek üresjárati munkájának (ellenállásának) csökkentésére nyomáskiegyenlítő berendezést továbbra sem alkalmaztak, csak a tolattyúszekrényekre szereltek ún. Ricour-szelepet.  a hengerfedelekre ún. Ricour-szelepet is szereltek, ezen kívül a kisnyomású hengereket 7 bar nyomásra beállított redukáló szeleppel látták el. A hengerfedelekre re a vízütés elkerülésére ún. kompresszió-szelep is került. Az indítókészülék azonos volt az Ie. osztályú 438–447 pályaszámú és az In. osztályú mozdonyokéval. A hengerek legnagyobb töltése mindkét irányban 85% volt.
A gőzhengerek továbbra is széles, rugalmas, önfeszítő gyűrűs hengeres tolattyúkkal készültek, de a későbbi túlhevítőssé alakíthatóság érdekében belső beömlést alkalmaztak. A tolattyúkat oldalanként (hengerpáronként) egy-egy ellenforgattyús Heusinger–Walschaert-rendszerű vezérmű szabályozott. A nagynyomású tolattyúkat az In. osztályú mozdonyokétól eltérően vízszintes segédtengelyre ékelt kétkarú emeltyűk mozgatták. A nagynyomású tolattyúk átmérője 270 mm-re nőtt, belső túlfedésük 27 mm, külső túlfedésük elöl –7 mm-es lett. A kisnyomású tolattyúk átmérője 395 mm-re nőtt, belső túlfedésük 30 mm, külső túlfedésük elöl –2 mm értékű volt. A gőzbeömlő és -kiömlő csövek átmérője nem változott. A vezérmű további részei a szükséges méretbeli eltérésektől eltekintve azonosak voltak az In. osztályéval.

### Keret, futómű, mozdonysátor
A mozdony tömegének csökkentésére a belső elrendezésű keret folytvaslemez-hossztartóinak lemezvastagságát 28 mm-re csökkentették. A keretbe szorosan ágyazott kapcsolt kerékpárok futókör-átmérője az Ik. osztályú mozdonyokéval megegyezően 1606 mm volt. A kerékpárok tengelyeit a hajtótengely kivételével a tengelyvonalban teljesen átfúrták. A könyökös hajtótengely az In. osztályú mozdonyokéval csereszabatos kivitelben készült. A keret hátulsó részének tetejét a széles állókazán miatt mélyen kivágták. A keretet elöl a belső hengeröntvény kötötte össze, merevítette ki és támasztotta alá a hosszkazánt.
A IIIs. osztályú mozdonyok nagyobb sebességeknél is jó futását a kapcsolt kerékcsoport előtt és mögött elhelyezett egy-egy a Adams–Webb-rendszerű beálló tengely biztosította. Az elülső futótengely 2020, a hátulsó 2320 mm ívsugáron mozdulhatott el, egységesen mindkét irányba 60–60 mm-rel. A beállószerkezeteket visszaterelő rugókkal látták el. A futókerekek átmérője az In. osztályú mozdonyokéval azonos, 1040 mm lett.
Valamennyi hordrugót a tengelyek vonala fölött helyezték el. Az első futó és első kapcsolt, illetve második és harmadik kapcsolt kerekek rugózását himbák kötötték össze. A hátulsó futótengely rugóit kereszthimbával kötötték össze. A kapcsolt kerékpárok tehermentesítését az első futó és első kapcsolt közötti himbák karjainak megváltoztatásával lehetett elérni. Ennek érdekében a himbákon és a főkeret-lemezeken a himbacsapok elhelyezésére két-két egymás mögött elhelyezett csaplyukat alakítottak ki. A gyengébb felépítményű vonalakon a hátsó, az erősebbnél az első lyukba illesztették a himbacsapokat. Ez utóbbi esetben a hátsó futókerékpárok rugóit is némiképp tehermentesítették. Így a két beállítás szerint a mozdony tengelyterhelései az alábbiak szerint alakultak:
| Tengely sorszám | Kisebb tengelyterhelés | Nagyobb tengelyterhelés |
| --------------- | ---------------------- | ----------------------- |
| I.              | 14,150 t               | 12,345 t                |
| II.             | 14,365 t               | 15,645 t                |
| III.            | 14,345 t               | 15,240 t                |
| IV.             | 14,340 t               | 15,600 t                |
| V.              | 14,005 t               | 12,375 t                |

A mozdonysátor homlokát a nagy sebességre való tekintettel ék alakúra (érdekes módon az In. osztályénál erősebben áramvonalazva) készítették és rajtuk egy-egy ovális forgóablakot alakítottak ki, mely fölé védőernyőt szereltek. Oldalra egy fix- és egy tolóablak, a sátortetőre szellőző, míg belső oldalára tetőlámpa került.

### Segédberendezések
A mozdonyra két 13″-os, függőleges elrendezésű, Westinghouse-rendszerű fékhengert szereltek. A sűrített levegőt egy, a mozdony hosszkazánjának bal oldalán elhelyezett Westinghouse-rendszerű, egyfokozatú, F jellegű légszivattyú termelte. A féktuskók a mozdony hajtott kerékpárjait elölről fékezték, míg a futókerékpárok fékezetlenek voltak. A fékrudazat nyomáskiegyenlítő szerkezettel készült. Az összes féktuskóerő a teljes mozdonysúly 41,7%-a és mérlegeléstől függően a tapadási súly 69,1, illetve 64,07%-a volt. A sebességet egy, a hátsó futókerékpárról meghajtott 12 másodperces Haushälter-rendszerű sebességmérő mérte. A gőzben lévő alkatrészek kenéséről két db négynyílású Friedmann-rendszerű HD jelű dugattyús melegalkatrész-kenőszivattyú gondoskodott. Kedvezőtlen tapadási viszonyok esetén sűrített levegővel működtethető homokoló juttatott homokot a kapcsolt kerékpárok elé. Az első futókerékpár nyomkarimáját a légszivattyúból távozó olajos gőz kente. A mozdonyokat nagynyomású Lancrenon-rendszerű sűrített levegővel kevert gőzzel működő gőzfűtési rendszerrel látták el.

### Szerkocsi
Az In. osztályú szerkocsik hátrányos tulajdonságai miatt IIIs. osztályú mozdonyokhoz a Magyar Királyi Állami Vasgyáraknál 32 szerkezetszámon új, szögletes,  sík lemezekből szegecselt víztartályos négytengelyes, kétforgóvázas szerkocsi készült, melyet kezdetben a mozdonnyal megegyezően IIIs. osztályúként jelöltek és azok pályaszámát (3601–3605) kapták.

## Próbamenetek és sorozatgyártás
Az első példányok elkészültük után különféle próbameneteken vettek részt. A Győr–Budapest vonalon egy 20 kocsiból álló, 60 tengelyes, összesen 500 t tömegű próbavonat továbbítása során erős ellenszélben a sík pályarészen 80 km/h, 6,67‰-es emelkedőn 54 km/h sebességgel haladt. A próbamenet során a mozdony által kifejtett indikált teljesítmény elérte az 1420 lóerőt.
A sorozatgyártás alig néhány hónap múlva elkezdődött. 1908 decemberében és 1909 januárjában újabb öt mozdonyt, a 3606–3610 pályaszámú járműveket adták át és a sorozatgyártás nagy ütemben folytatódott. Már 1909 szeptemberében elkészült a 40., a 3640 pályaszámú mozdony. A sorozatgyártás során a mozdonyok egységára 136 426,– koronára csökkent.
| A IIIs. osztály (322 sorozat) gyártási adatai | A IIIs. osztály (322 sorozat) gyártási adatai | A IIIs. osztály (322 sorozat) gyártási adatai | A IIIs. osztály (322 sorozat) gyártási adatai | A IIIs. osztály (322 sorozat) gyártási adatai |
| Mozdony szerkezet- szám                       | Szerkocsi szerkezet- szám                     | Pályaszám 1911-ig                             | Pályaszám 1911-től                            | Gyártási év                                   |
| --------------------------------------------- | --------------------------------------------- | --------------------------------------------- | --------------------------------------------- | --------------------------------------------- |
| 84{\displaystyle {}^{1}}                      | 32{\displaystyle {}^{1}}                      | 3601–3608 3609–3610                           | 322,001–008 322,009–010                       | 1908. 1909.                                   |
| 84{\displaystyle {}^{2}}                      | 32{\displaystyle {}^{3}}                      | 3611–3640                                     | 322,011–040                                   | 1909.                                         |

1910. október-november hónapban a 3633 pályaszámú mozdonnyal tartottak indikálási próbameneteket a Budapest–Érsekújvár–Pozsony-vasútvonal. A kísérleti vonatok 73,87 és 134..136 tengelyűek voltak. A kisebb és közepes terhelésű vonatok alapsebessége 70, a nagy terhelésűeké 55 km/h volt. A próbák során felhasznált 6500–7000 kalória fűtőértékű felső-sziléziai (emmagrubei) és dombraui szenek 1:1 arányú keverékének eltüzelése során. A mozdony a próbamenetek során a szerkocsi vonóhorgán mérve 579..752 lóerő effektív teljesítményt fejtett ki. A menetek során a gépezet indikált teljesítménye egy alkalommal elérte az 1485 LE-t.
A IIIs. osztályú mozdonyok teljesítményével és futásával a MÁV elégedett volt. Ezt és 14,4 t-ra beállítható legnagyobb tengelyterhelésük alapján minden adott volt, hogy a MÁV fővonalainak széleskörűen felhasználható, univerzális típusaként az egész hálózaton nagy darabszámban elterjedjenek. A vasút pályafenntartási szakszolgálata azonban közbeszólt: a magas folyómétersúlyuk miatt a felhasználási területüket a Budapest–Érsekújvár–Pozsony–Marchegg, a Budapest–Győr–Bruck-Királyhida és a Zsolna–Lipótvár vasútvonalakra korlátozta. Emiatt a mozdonyok további beszerzése értelmetlenné vált, helyette más, könnyebb típust kellett keresni. Emiatt került sor a IIIt. osztályú mozdonyok megvételére.
Időnként felmerül a vád, hogy a IIIs. osztályú mozdonyok voltaképpen a kkStB 110 sorozatú mozdonyok másolatai. Kétségtelen, hogy a tengelyelrendezés, a széles tűzszekrény és a ferde hengerelrendezés nagyon hasonló jellegűvé teszi a két mozdonyt. Az is tagadhatatlan, hogy a Magyar Királyi Állami Vasgyárak 1908-tól maga is gyártotta a KsOd részére 80. szerkezetszámon Ip. osztályjelzéssel. Azonban direkt másolásról, az alkalmazott megoldások szolgai átvételéről egyáltalán nincs szó. A mozdonyok kazánja, gépezetének méretei teljes egészében a budapesti gyár önálló fejlesztését az In. osztályú mozdonyét követi. A kapcsolt kerekek átmérője is kisebb, mint a 110 sorozatúé, így a magyar tervezésű mozdony univerzálisabb felhasználásúnak tekinthető. A futómű kialakítása szintén eltért az osztrák típusétól: a IIIs. osztályú mozdonyok Adams–Webb-rendszerű beálló tengelyei visszaterelő rugókkal készültek, így a típus még nagyobb sebességeknél is igen nyugodtan futott.

## Üzemük az első világháború végéig
Az első öt IIIs. osztályú mozdonyok Érsekújvár fűtőházhoz kerültek és a Budapest–Marchegg vonal távolsági személyvonatainak továbbítását végezték. A további mozdonyok közül hat újra Érsekújvárra, hét Újzsolna, öt Budapest-Keleti fűtőházhoz került. Az újzsolnai gépek a Zsolna–Lipótvár vonal gyorsvonatait, a Keletis mozdonyok a Budapest–Győr–Bruck-Királyhida vonal nehéz személyvonatait vontatták. Ezzel e vonalakról kiváltották a még itt üzemelő Ia. és Ie. osztályú mozdonyokat. A fennmaradó tizenhét IIIs. osztályú mozdony a pályafenntartás döntése miatt – más lehetőség híján – a Budapest–Érsekújvár vonalszakasz tehervonati forgalmát látta el.
A IIIs. osztályú mozdonyok jelölését a MÁV 1911-ben 322,001–040-re változtatta. A szerkocsik az S jellegmegjelölést, valamint a hozzájuk tartozó mozdony sorozatjelét és pályaszámát (S322,001–040) kapták.
A mozdonyok nagyjavítását az Istvántelki Főműhely végezte.
A 322 sorozatú mozdonyok MÁV által engedélyezett vonatterheléseit az alábbi táblázat szemlélteti:
| A 322 sorozatú mozdonyok engedélyezett vonatterhelései | A 322 sorozatú mozdonyok engedélyezett vonatterhelései | A 322 sorozatú mozdonyok engedélyezett vonatterhelései | A 322 sorozatú mozdonyok engedélyezett vonatterhelései | A 322 sorozatú mozdonyok engedélyezett vonatterhelései | A 322 sorozatú mozdonyok engedélyezett vonatterhelései | A 322 sorozatú mozdonyok engedélyezett vonatterhelései |
| Pálya- emelkedés                                       | 40 km/h                                                | 50 km/h                                                | 60 km/h                                                | 70 km/h                                                | 80 km/h                                                | 90 km/h                                                |
| ------------------------------------------------------ | ------------------------------------------------------ | ------------------------------------------------------ | ------------------------------------------------------ | ------------------------------------------------------ | ------------------------------------------------------ | ------------------------------------------------------ |
| 0– 3‰                                                  | 1015 t                                                 | 885 t                                                  | 750 t                                                  | 580 t                                                  | 460 t                                                  | 350 t                                                  |
| 3– 5‰                                                  | 860 t                                                  | 790 t                                                  | 685 t                                                  | 580 t                                                  | 460 t                                                  | 350 t                                                  |
| 5– 7‰                                                  | 710 t                                                  | 665 t                                                  | 605 t                                                  | 550 t                                                  | 460 t                                                  | 350 t                                                  |
| 8–10‰                                                  | 490 t                                                  | 470 t                                                  | 450 t                                                  | 425 t                                                  | 390 t                                                  | 335 t                                                  |
| 14–16‰                                                 | 280 t                                                  | 275 t                                                  | 265 t                                                  | 255 t                                                  | 245 t                                                  | 235 t                                                  |
| 25‰                                                    | 120 t                                                  | 120 t                                                  | 120 t                                                  | 115 t                                                  | 115 t                                                  | 110 t                                                  |

A mozdonyok egy részének kazánjának harmadik övére négycellás Pecz–Rejtő-féle vízszintes elrendezésű víztisztítót szereltek: 1912-ben három, 1913-ban hat mozdonyt láttak el ezzel a berendezéssel. A viszonylag kis méretű víztisztítót azért választhatták, mert az ék alakú sátorhomlok miatt több cellás kivitel javításkor nehézséget okozott volna.
A 301 sorozatú mozdonyok forgalomba állításával a 322 sorozatú mozdonyok felhasználási területe is változott.
Az első világháború utolsó éveiben a Budapest–Marchegg vonal nehéz személyvonatait és a Zsolna–Lipótvár vonal tehervonatait továbbították.
A MÁV valamennyi 16 bar nyomásra engedélyezett mozdonykazánjánál (203, 322 és 651 sorozatok) az üzemeltetés során kiderült, hogy a tűzszekrények mennyezeteinek rögzítése nem megfelelő, ezért a 651 sorozatnál már 1912-től, majd a 203 és 322 sorozatoknál 1915-től egy-egy további mennyezet- és támcsavar-sor alkalmazását írta elő. Az átalakítások azonban a háború miatt csak igen lassan zajlottak. Tervbe vették a mozdonyok kazánjának túlhevítővel való felszerelését is. A mozdony teljesítményét és gazdaságosságát jelentősen javító átalakításra azonban a háború miatt nem került sor. Ennek oka nem is elsősorban annak költségeiben (a gépezetet már előrelátóan belső beömlésű hengeres tolattyúkkal készítették), hanem abban körülményben keresendő, hogy a háborús embargó miatt nem állt rendelkezésre az üzemeltetéshez szükséges magas lobbanáspontú kenőolaj – emiatt a MÁV-nak a már túlhevítővel ellátott mozdonyának üzemeltetése is nehézséget okozott.

## A két háború között
A vesztes első világháború után az elszakított területeken maradt, majd a tanácsköztársaság bukását követő román megszállás során elhurcolt járművek között a 322 sorozatú  mozdonyok nagy része is a határokon túlra került. A mozdonyok végső eloszlása az alábbiak szerint alakult:
- MÁV: 19 db
- CFR: 8 db
- ČSD: 13 db

A MÁV 1926. január 1-jétől az állagában maradt mozdonyokat új pályaszámcsoportokba tervezte sorolni. A járművek kijelölt pályaszámtartománya a 322,301–319 volt. Az átszámozást végül nem hajtották végre.
A 322-esek honos telephelye a két világháború között kezdetben Budapest-Északi, majd Budapest-Ferencváros fűtőház volt és kizárólag tehervonati szolgálatot látták el. A mozdonyok havi átlagos futásteljesítménye az 1930-as évek közepén ennek megfelelően átlagosnak mondható, 1808 km volt.

### Haladva a korral
Mivel a tapasztalatok alapján a sűrített levegővel kevert gőzzel való fűtés nem vált be, ezért azt a két háború között hagyományos gőzfűtésre alakították. A 322-eseket a MÁV többi korszerű mozdonyához hasonlóan a hatásfok javítására 1930-tól Friedmann–Metcalfe-rendszerű LF osztályú X/10. számú fáradtgőz-lövettyűvel látta el, melyet a bal oldali frissgőz-lövettyű helyére szerelték fel. A berendezés a szénfogyasztást 6–9%-kal csökkentette.
Szintén 1930-tól a forgós kazánlefúvató-váltókat 50 mm-es kazánlefúvató-tolattyúkra cserélték és a mozdonyokat 24 nyílású Süss–Friedmann-rendszerű FSA-jelű hidegkenő-szivattyúval is ellátták. 

### Románia
A CFR a mozdonyokat az eredeti, MÁV-számozás megtartásával üzemeltette tovább. Honos fűtőházuk Nagyvárad, Kolozsvár és Temesvár voltak. A mozdonyokat vegyes, olaj+szén tüzelésűre alakították át, de romló állapotuk miatt egyre kevesebbet közlekedtek. 1930-tól 1935. végéig mind a nyolc példányt kivonták a forgalomból és leselejtezték.

### Csehszlovákia
A ČSD az első években szintén a korábbi sorozat- és pályaszámokon üzemeltette a járműveket. Egy példányt rövidesen selejteztek, így a Monarchia vasúttársaságai járműparkjának végleges felosztása után, 1925-ben bevezetett jelölési rendszernek megfelelően a mozdonyokat és szerkocsijukat külön-külön sorozat- és pályaszámmal látták el: a mozdonyok a 365.201–12, a szerkocsik a 623.001–12 pályaszámokat kapták. A szerkocsik jelölése 1925-ben 926.001–12-re módosult. 
Bár a mozdonyok teljesítménye tekintélyes volt, telített gőzű kivitele ekkorra gazdaságtalannak számított és a belső gépezet megkövetelte könyökös hajtótengelyek gyakori repedése is folyamatos gondot okozott. Ezért a ČSD a mozdonytípus átalakítása mellett döntött. A ČKD mozdonygyár tervei alapján kazánba a ČSD 365.3 sorozattal azonos méretű kisfüstcsöves túlhevítőt építettek: a gőz hőmérsékletének növeléséről 110 db 70/76 mm méretű füstcső és az abba nyúló túlhevítőelemek gondoskodtak. A 46,5/52 mm-es tűzcsövek száma 44 db-ra, gőznyomás 15 bar-ról 13 bar-ra csökkent. A füstszekrényre új, ČSD-mintájú kémény került. A füstszekrényajtót a csehszlovák szabványos, központi zárású, enyhén domború kivitelre cserélték le.
A legnagyobb átalakítást a mozdonyok gépezetén végezték: a belső hengereket megszüntették, a kívül elhelyezett új kivitelű gőzhengerek a kedvezőbb, vízszintes elrendezést kapták. A hengerek átmérője a lökethossz változatlansága mellett 570 mm átmérővel készültek. A tolattyúk belső beömlésűek maradtak. A vízszintes hengerek helyigénye miatt a mozdony főkeretét előre 100 mm-rel meg kellett hosszabbítani: ehhez a mozdony főkeretének elejét az első kapcsolt tengely előtt levágták és helyére foltozással új keretlemezeket rögzítettek. A belső hengeröntvényt szintén eltávolították és a hengermerevítőként is szolgáló szolgáló füstszekrénytartót új, öntvényekből és szögvasakból szegecselt szekrénnyel helyettesítették. A hajtótengely változatlanul a második kapcsolt tengely maradt, így a hajtórudak amúgy is mérsékelt hossza kedvezőtlenül rövid, 1870 mm lett. Ez a megoldás azért is meglepő, mert a vezérmű ellenforgattyúját a harmadik kapcsolt tengelyre helyezték át. A gőzhengereket a hengerbiztonsági szelepeken kívül üresjárati nyomáskiegyenlítő berendezéssel is ellátták. A vezérműnél megtartották az egyvezetékes keresztfejet. Az átépítés után a mozdony tömege több, mint két tonnával lett nagyobb és a tengelyterhelése is megnőtt.
A 365.2 sorozatú mozdonyok közül a ČSD ruttkai főműhelye 1929–1930-ban összesen hat példányt, a 365.201–03, a 365.206, 365.208 és 365.210 pályaszámúakat építette át a leírt módon. A mozdonyok sorozatjele és pályaszáma a ČSD-nél szokatlan módon az átépítés után is változatlan maradt. Az át nem alakított mozdonyok közül kettőt kiselejteztek.
Az első bécsi döntést követően a MÁV-nak át nem adott két példányt a Szlovák Vasutak (SŽ) változatlan pályaszámon vette állagba, de még 1938-ban selejtezték.

## „Repartíció” és a második világháború évei
Az első bécsi döntés nyomán két kivétellel a ČSD valamennyi 365.2 sorozatú mozdonya, így két eredeti és az összes átépített példány a MÁV állagába került át. A négyhengerű kompaund gépek az eredeti pályaszámukat kapták vissza, míg korszerűsítettek az 1926-os számrendszer elveit felhasználva (síktűzszekrényes, iker-túlhevítős) a 322,501–506 pályaszámokkal vette állagba. Bár e mozdonyok tengelyterhelése az átalakítások nyomán meghaladta a 14,42 tonnát, mégis az eredeti sorozatjel alkalmazása volt a célszerűbb. A sorozatjel által „sugalltnál” nagyobb tengelyterhelést a pályaszámtábla alá elhelyezett külön táblán tüntették fel.
Míg összes át nem alakított mozdony Budapest-Ferencváros fűtőházhoz került, illetve maradt, addig 322,5 sorozatúak honállomása Budapest-Keleti lett. Ez utóbbi példányokat a Keleti pályaudvartól Békéscsabáig, Losoncig, Szolnokig és Újvidékig közlekedő nehéz személyvonatok továbbítására osztották be. 1942-ben a hadiforgalom növekedésével ez a hat jármű is Ferencváros fűtőházhoz került tehervonati szolgálatra. Ugyanebben az évben megkezdték a 322-eseket felszerelését a tehervonati légféküzemhez szükséges berendezésekkel: a mozdonyok és a szerkocsik fékrendszerébe, a gyorsműködésű kormányszelep és a fékhenger közé tehervonati/személyvonati (Gz/Pz, illetve G/P) váltót szereltek.
A tapasztalatok szerint a mozdonyok a háború éveiben a telített gőzű kompaund 322-esek 100 elegytonna-kilométerenként 7–8,25 kg szenet és 13,5 gramm meleg-, illetve 26,5 gramm hidegkenő-olajat fogyasztottak. Az iker-túlhevítős példányok ugyanezen adatai 6,1–7,3 kg szén, valamint 6,9, illetve 22,9 gram meleg- és hidegkenő-olaj voltak.

## A második világháborút követő évek
A harcok befejezése és az országhatárok 1945. júniusi „megszilárdulása” után a MÁV-cégjelű 322 sorozatú mozdonyok közül 14 db maradt csak az újra hivatalossá vált trianoni határok között. Ezek közül
- 1 db működőképes volt,
- 8 db javítás alatt állt,
- 5 mozdony javítatlanul félre volt állítva.

Ez utóbbiak közül három mozdony „roncs”, azaz erősen sérült, hiányos állapotú volt, de a többiről is hiányoztak kisebb armatúrák, sőt akár komolyabb gépelemek is.
Az állagot tovább csökkentette, hogy az 1945 májusában a főműhelyből üzemképesen kijött 322,039 pályaszámú mozdonyt Ausztriába, Strasshof fűtőházhoz vezényelték.
Három kivétellel a 322-esekre is a Vörös Hadsereg „T–CCCP” hadizsákmány-jele (T=трофейный, azaz zsákmány) került.

### A „restitúció”
Már 1945-ben megkezdődtek az egyes országok között kisebb járműcserék, mely az idegen eredetű mozdonyok korábbi (alapvetően a háború és a repartíciók előtti) tulajdonosa részére történő visszaszolgáltatást jelentette. 1946 áprilisáig két 327-es került haza osztrák területről, míg a MÁV 1945 decemberében és 1946 februárjában egy-egy példányt adott vissza a CFR-nek. A háború után az országgyarapodás és a harci cselekmények során állagba került járműveket bizonytalan jogi státuszuk miatt a MÁV elkülönítve tartotta nyilván. Így például 1946-ban
- 11 db törzsállagba tartozó,[11]
- 4 db csehszlovák repartíciós (ebből 3 db 322,5 sorozatú; összesen 2 db „T-jelű”) 322-es volt a hazai hálózaton, kivétel nélkül Budapest-Ferencváros honállomással.

Az 1947-ben megkötött magyar-szovjet járműegyezmény nyomán a területi revíziók előtt is magyar tulajdonban volt járművekről a „T”-jelet eltávolíthatták.
A már említett járműcserék, valamint az egyes országok között, a háború alatt összekeveredett járműpark rendezéséről, „restitúciójáról” született megállapodások nyomán
- 1948 augusztusában Németország francia megszállási övezetéből egy,
- 1948 novemberében Ausztria szovjet megszállási övezetéből a korábban oda vezérelt példány,

valamint:
- 1950 márciusában a Németország szovjet megszállási övezetéből, illetve
- 1952 júniusában Trizóniából egy-egy korszerűsített csehszlovák repartíciós 322-es tért haza.

A 322-esek egy részének honállomás Ferencváros fűtőház maradt, míg néhány mozdonyt rövid ideig Rákos, illetve Vác fűtőházhoz helyeztek.
A 322 sorozatú mozdonyok az 1950-es évek második felére, az újabb 424 sorozatú mozdonyok üzembe állításával és a vasúti pályák megerősítésével (melynek köszönhetően a 411 sorozatú mozdonyok újabb vonalakon is megjelenhettek) váltak feleslegessé. Pályafutásukra a kis darabszámú sorozatok kivonására irányuló, a MÁV-nál a második világháborút követő második selejtezési hullám tett pontot.
A kompaund gépezetű mozdonyok közül kilencet 1957-ben, kettőt 1959-ben selejteztek. A mozdonyok kazánját az Északi Járműjavítóban és a MÁV Nyugati Műszaki Kocsihivatala részére gőzszolgáltatás céljára stabil kazánként használták fel, míg a szerkocsikat vízszállító kocsikká alakították.
A sorozat utolsó tagjaiként az iker-túlhevítős 322,504 és 322,506 pályaszámú járműveket 1960 augusztusában törölték a MÁV állagából. Ezeket a mozdonyokat gépezetüktől megfosztva, egymás mellett, Budapest Déli pályaudvaron állították fel és néhány évig még fűtőgépként használták.